# Velvet (Unternehmen)
Velvet (vormals unter dem Projektnamen Proxima bekannt) ist eine private französische Eisenbahngesellschaft im Personenfernverkehr.

## Hintergrund
Das Projekt Proxima wurde am 6. Juni 2024 offiziell vorgestellt; es handelt sich um ein Projekt, das von Branchenexperten des Eisenbahnsektors gegründet wurde. Die Leitung übernahm damals die ehemalige Direktorin der SNCF Voyageurs, Rachel Picard.
Proxima hat sich als Ziel gesetzt, ab 2028 mit der SNCF auf Hochgeschwindigkeitsverkehren von Paris aus an die französische Atlantikküste (Angers, Nantes, Bordeaux oder Rennes) zu konkurrieren. Im Juni 2024 gelang es dem Unternehmen, bei Investoren EUR 1 Mrd. an Kapital mit dem französischen Infrastrukturfonds Antin IP als Hauptinvestor einzuwerben.
Im Oktober 2024 erteilte das Unternehmen bei Alstom eine Festbestellung über 12 Hochgeschwindigkeitszüge vom Typ Avelia Horizon im Gesamtwert von EUR 850 Mio., die bis 2028 ausgeliefert werden sollen.
Am 1. Juli 2025 wurde anlässlich der Präsentation des ersten Avelia-Zuges für den neuen Betreiber der künftige Markenauftritt unter dem Namen Velvet bekanntgegeben, der den ursprünglichen Namen Proxima ersetzt.